# 李楫 (萬曆進士)
李楫（？—1626年），字皇舟，號愚東，山東青州府樂安縣人，明朝政治人物。

## 生平
少负异姿，萬曆三十四年（1606年）丙午科山東鄉試解元，四十七年己未科二甲十七名進士。吏部觀政，授刑部雲南司主事，天啓二年升员外郎，丁憂。五年補貴州司员外郎，本年晉郎中。襄城伯诬加人蜚禍，公力出之。時杨、左諸賢下狱死，公往哭，璫逻者抵公，几不测。会王恭厂灾免，出知荆州府。属惠藩之国，中涓尉横甚，憚公斂迹。罷長楊、远安諸税，停監兑例，以勞殁于官，所著有《愚東文稿》、《河洛解》等。

## 家族
曾祖李思习。祖父李夏令。父李生香，增生。